# 羅漢寺橋

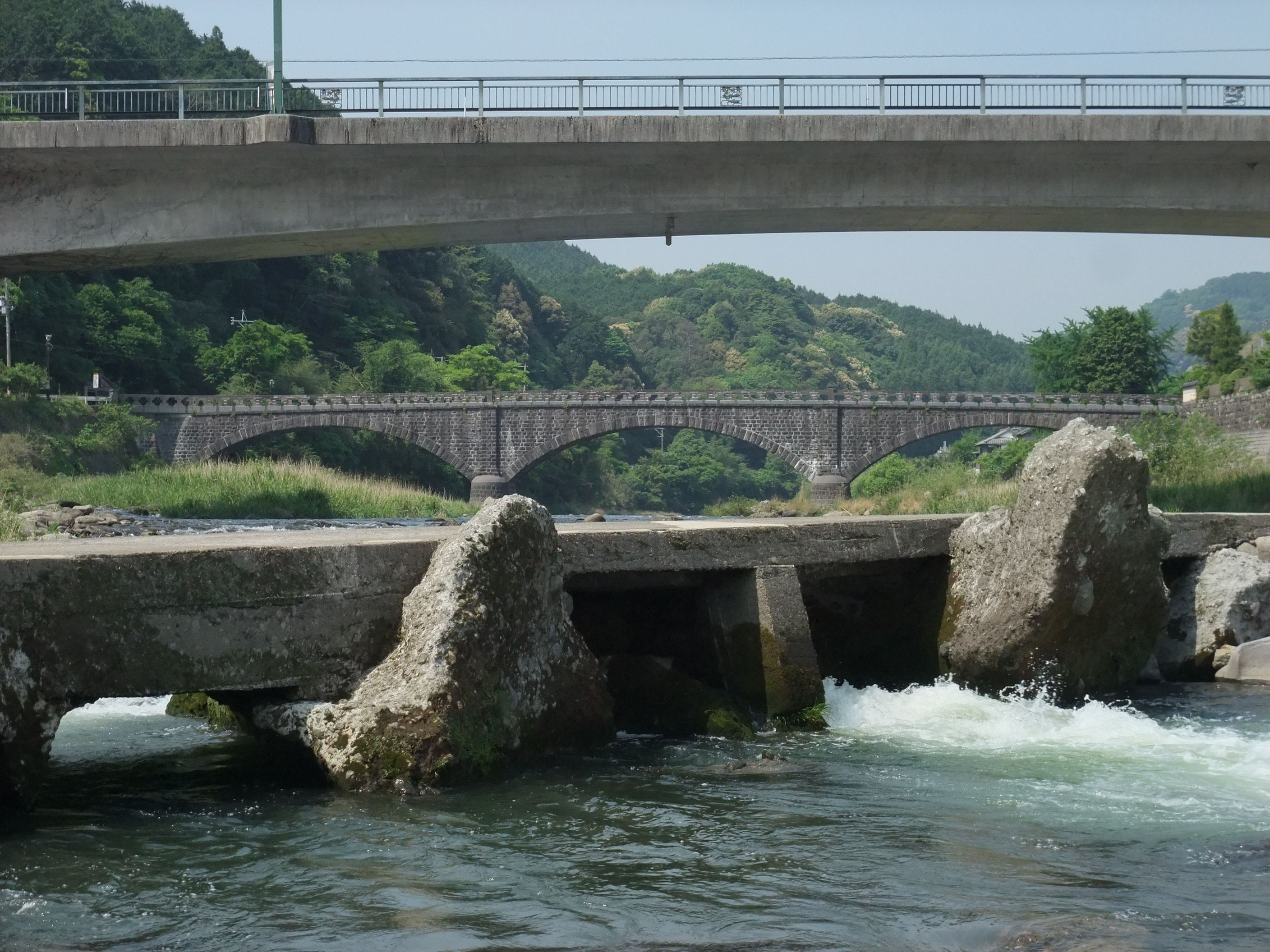
羅漢寺橋（中央）

羅漢寺橋（らかんじばし）は、大分県中津市本耶馬渓町の山国川水系山国川に架かる石造3連アーチ橋である。

## 概要
名勝として知られる耶馬渓を代表する青の洞門の上流約500mに位置し、上流の馬渓橋、下流の耶馬渓橋とともに耶馬渓三橋と呼ばれる。
橋長89mの長大な石造3連アーチ橋で、拱矢（高さ）に対して径間（幅）が大きな扁平で緩やかなアーチを有する。このため、アーチ橋にしては水平性の強いすっきりとしたプロポーションを有するが、その反面、荷重の伝達が難しく、途中で橋が崩落するなど難工事であったと伝えられる。
大分交通耶馬渓線（旧耶馬渓鉄道、1975年廃止）が健在だった頃は、同線羅漢寺駅から、日本全国の羅漢寺の総本山とされる羅漢寺への参道に位置していた。

## 諸元
- 所在地：大分県中津市本耶馬渓町曽木
- 河川：山国川水系山国川
- 形式：石造3連アーチ橋
- 橋長：89.0m
- 橋幅：4.5m
- 径間：26.25m
- 拱矢：4.6m
- 完成年：1920年（大正9年）
- 石工：岩渕万吉
- 文化財指定等：大分県指定有形文化財